# Ritmo acentual
Em linguística, o ritmo acentual determina que nas línguas as sílabas podem durar diferentes quantidades de tempo, mas não são percebidas como razoavelmente constantes de tempo (em média) entre sílabas tônicas consecutivas. Consequentemente, sílabas átonas entre sílabas tônicas tendem a ser comprimidas para caber no intervalo de tempo. Línguas de ritmo acentual estão fortemente relacionadas com os processos de redução vocálica. Inglês, alemão, russo, dinamarquês, sueco, norueguês, neerlandês e português europeu, são línguas típicas acentuais. Algumas linguagens de ritmo acentual, por exemplo, árabe, mantêm vogais não reduzidas.
A denominação stress-timed ou ritmo em Código Morse refere-se à isocronia acentual, em que se dá a um idioma cujo entendimento das palavras, bem como seu significado e sintaxe, dependem mais do aparelho auditivo e da percepção silábica falada. Alguns exemplos de línguas acentuais são o inglês, russo, português europeu e outros. O português brasileiro é considerado uma língua de ritmo silábico (em inglês:  syllable-timed).